# Логвин, Филипп Андреевич
Филипп Андреевич Логвин (1922—1990) — полковник Советской Армии, участник Великой Отечественной войны, Герой Советского Союза (1944).

## Биография
Родился 23 октября 1922 года в селе Череватовка (ныне — Белопольский район Сумской области Украины). После окончания школы фабрично-заводского ученичества работал слесарем на Харьковском паровозостроительном заводе. 
В июле 1941 года был призван на службу в Рабоче-крестьянскую Красную Армию. В 1942 году окончил Лепельское артиллерийско-миномётное училище. С июля того же года — на фронтах Великой Отечественной войны.
К октябрю 1943 года старший лейтенант Филипп Логвин командовал батареей 491-го миномётного полка 38-й армии Воронежского фронта. Отличился во время битвы за Днепр. 6 октября 1943 года батарея под командованием Филиппа Логвина, сохранив всё своё вооружение, успешно переправилась через Днепр в районе села Сваромье Вышгородского района Киевской области Украинской ССР и приняла активное участие в боях за захват и удержание плацдарма на его западном берегу. В районе Вышгорода она отразила несколько немецких контратак.
Указом Президиума Верховного Совета СССР «О присвоении звания Героя Советского Союза офицерскому и сержантскому составу артиллерии Красной Армии» от 9 февраля 1944 года за «образцовое выполнение боевых заданий командования на фронте борьбы с немецкими захватчиками и проявленные при этом отвагу и геройство» был удостоен высокого звания Героя Советского Союза с вручением ордена Ленина и медали «Золотая Звезда» за номером 2308.
После окончания войны продолжил службу в Советской Армии. В 1948 году окончил курсы усовершенствования офицерского состава. В январе 1973 года в звании полковника был уволен в запас. 
Проживал сначала в Ворошиловграде, затем в Сумах. Скончался 2 сентября 1990 года, похоронен на Центральном кладбище Сум.
Был также награждён орденом Богдана Хмельницкого 3-й степени, двумя орденами Отечественной войны 1-й степени, орденом Красной Звезды, рядом медалей.